# 우타♪웃키
우타♪웃키(일본어: ウタ♪ウッキー)는 2010년부터 2012년까지 사용된 《NHK 홍백가합전》의 공식 마스코트로, 우♪와 타♪로 이루이진 콤비이다. 《NHK 홍백가합전》 첫 오리지널 캐릭터이기도 하다. 캐릭터 보이스는 성우 미즈키 나나가 담당하였다.
2010년 10월 26일 기자 회견에서 발표되었다.
2013년 《NHK 홍백가합전》에서는 출연하지 않고, 대신 홍백 도모군에 분류되었다.

## 멤버
우♪
적색이다. 열정적이고, 정에 여린 따뜻한 로맨티스트이다.
타♪
백색이다. 퓨어 하트의 소유자로, 항상 긍정적이다.

## 캐릭터 프로필
- 우♪와 타♪는 모두 2009년 12월 31일 《제60회 NHK 홍백가합전》에 수록된 곡인 〈노래의 힘〉에서 탄생되었다.
- 성별은 모두 불명이다.
- 결정 단어는 웃키♪ 웃키♪이다.
- 좋아하는 것은 오후로(목소리가 깨끗하게 울리는 장소이기 때문에), 도코로텐(오선보처럼 생겼기 때문에), 도레미(한입 먹으면 콧노래를 불러 버리는 맛있는 열매)이다.

이상의 설정이있다.